# 마크 코스타
마크 코스타(1996년 9월 26일 ~ )는 헝가리의 축구 선수다. 포지션은 공격수이다. 현재 토르페도 모스크바에서 뛰고 있다. K리그 등록명은 코스타였다.